# Conrad Zwicky
Conrad Zwicky (* 1946 in Basel) ist ein Schweizer Bratschist, Organist und Komponist.

## Leben und Wirken
Zwicky war 1970–1972 Mitglied der Festival Strings Luzern und wurde 1972 stellvertretender Solobratschist des Tonhalleorchesters. Er spielte 1979 als Solobratschist am Opernhaus bei der Eröffnung der Junifestwochen. Während 20 Jahren (bis 1990) war er Bratschist des Zürcher Klavierquintetts. Davon zeugen CD-Aufnahmen von Klavierquintetten von unter anderem Dvořák, Frank Martin, Martinů.
Über 30 Jahre war Zwicky Organist und Konzertmanager an der Kirche Bühl (Wiedikon) und Mitglied des Bavaria Streichtrio sowie Solobratschist der Zürcher Streichersolisten, Leiter des internationalen Orgelfestivals Zürich («OrgelFest»), das im Zweijahreszyklus von 2005 bis 2013 stattfand. Heute ist er freischaffender Musiker. Als Konzertorganist bereiste er viele europäische Länder, zum Beispiel Frankreich, Luxemburg, Deutschland, Finland, Norwegen und Italien.
Als Komponist ist er vorwiegend mit Literatur für Streicher in Erscheinung getreten. Seine Werke wurden in der Schweiz öfter aufgeführt, aber auch bei internationalen Konzerten wie z. B. «Festival de Santander» (Spanien), Frühlingsfestival Budapest, Orgelfestival von Koszalin, in Seoul und Incheon. Er leitet den Klassik-CD-Verlag WIEDISCON Records Zürich und lebt in Zürich. Zudem rekonstruierte Zwicky ein Bratschenkonzert in e-Moll von Georg Philipp Telemann.

## Kompositionen (Auswahl)
- Choralvorspiele 1968/1969: «Wir danken dir, Herr Jesu Christ», «Ach Gott vom Himmel sieh darein»
- Choralvorspiele «Christ ist erstanden» (1984)
- Der 23. Psalm für dreistimmigen Chor a cappella (1985) für Sopran, Alt und Männerstimme
- Orchesteretüden (1992) für Violine 1, 2, Viola (geteilt (!), Violoncello, Kontrabass
- Kammermusik für Flöte und Streichquartett (Kontrabass ad lib.) Flöte, Violine 1, Violine 2, Viola, Violoncello (Kontrabass ad. lib)
- Konzert für Streicher (1997) für Violine 1, 2, Viola (geteilt), Violoncello, Kontrabass, Solo Vl. 1, Solo Vl.2, Solocello, alle Stimmen (ausser Kb.) geteilt
- Duo für zwei Violinen (1998)
- Concertino für Orgel und Streicher (1999) für grosse Orgel, Violine 1, 2, Viola (geteilt (!), Violoncello, Kontrabass, Solo Vl. 1, alle Stimmen (ausser Kb.) geteilt, benötigt mind. 3 Celli
- Drei Fabeln nach Aesop (1998) für Violine, Kontrabass, Akkordeon
- Serenade für Streicher (2001) für Violine 1, 2, Viola (geteilt (!), Violoncello, Kontrabass, Solo Vl. 1, alle Stimmen (ausser Kb.) geteilt
- Rekonstruktion/Bearbeitung des Bratschenkonzertes e-moll von Telemann, für Soloviola, Violine 1, Violine 2, Viola, Violoncello, Kontrabass und Cembalo; 2004/2005
- Konzert für Kontrabass und Streichorchester (2009)
- Windspiele für Sopran, Violine, Klavier; nach einem Gedicht von Koni Grimm (2011)
- La Scaltrezza, Charakterstück für Trompete und Orgel (2014), Roman Gryń und Bogdan Narloch gewidmet. (Scaltrezza bedeutet «Verschmitztheit», «Pfiffigkeit».)
- Konzert für Orgel, Streichorchester, zwei Hörner und Pauke (2015). (Uraufführung im Orgelfestival von Koszalin (Polen) am 10. Juli 2015)
- La Meditazione, Charakterstück für Trompete und Orgel (2017), Roman Gryń und Bogdan Narloch gewidmet.
- Rapsodia engiadinaisa, (2018) für Salonorchester (Streichquintett, Flöte, Klarinette und Klavier)
- Miniaturen über Schweizer Volkslieder (2018) für Trompete und Orgel, Roman Gryń und Bogdan Narloch gewidmet